# انوک ورژ-دپره
انوک ورژ-دپره (فرانسوی: Anouk Vergé-Dépré‎؛ زادهٔ ۱۱ فوریهٔ ۱۹۹۲) بازیکن والیبال ساحلی اهل سوئیس است.